# Eurymela bakeri
Eurymela bakeri är en insektsart som beskrevs av Evans 1933. Eurymela bakeri ingår i släktet Eurymela och familjen dvärgstritar. Inga underarter finns listade i Catalogue of Life.